# I-CAS (NPO)
NPO法人I-CAS（エヌピーオーほうじんアイカス）は日本の東京都を拠点に活動している特定非営利活動法人である。
首都圏の大学生が中心となって、主に学生を対象とした議員インターンシッププログラムなどの提供を行っている。

## 団体概要
NPO法人I-CASは1999年10月28日に学生の有志により任意団体として設立し、2002年9月10日にNPO法人格を取得した。
スタッフはほぼ学生であり、理事の過半数も学生で占められている。

## 活動内容

### 議員インターンシップ
首都圏の都道府県議員及び市区町村議員にインターン生の受け入れを依頼、学生にインターンシッププログラムを体験する機会を提供する。
国会議員には受け入れを依頼していない。春期（1～3月）と夏期（7～9月）の年２回開催している。

### 政策コンペ
学生に政策立案の機会を提供する企画。議員インターンシップと合わせて春と夏の年2回開催されている。

### 高校生のための議員インターンシップ
高校生を対象とした短期議員インターンシッププログラムを提供している。
通常の議員インターンシップと同じく国会議員はおらず、首都圏の都道府県議員及び市区町村議員に受け入れを行っている。また2015年秋に第10回マニフェスト大賞優秀シチズンシップ推進賞を受賞している。

### 高校出前授業
都内の高校で、都内の地方議員を呼んで出前授業を行なっている。

### 地方派遣型政治家体験プログラム
首都圏の学生に首都圏以外の地方の地方議員のインターンシッププログラムを提供している。

## 沿革
- 1999年10月28日 - 任意団体として有志学生5名で発足
- 1999年12月 - 第1期議員インターンシップを開催
- 2002年9月10日 - 東京都よりNPO法人格の認証を受け、特定非営利活動法人I-CASが成立
- 2005年1月15日 - 新宿オフィスを開設
- 2005年2月6日 - つくば支部が発足
- 2007年6月 - I-CASインターン生参加者が1000人突破する
- 2009年10月 - 設立10周年を迎える
- 2015年8月 - 第一回高校生議員インターンシップを開催
- 2015年9月1日 - オフィスを文京区に移転